# دیپلماسی کشورهای ساحلی دریای خزر

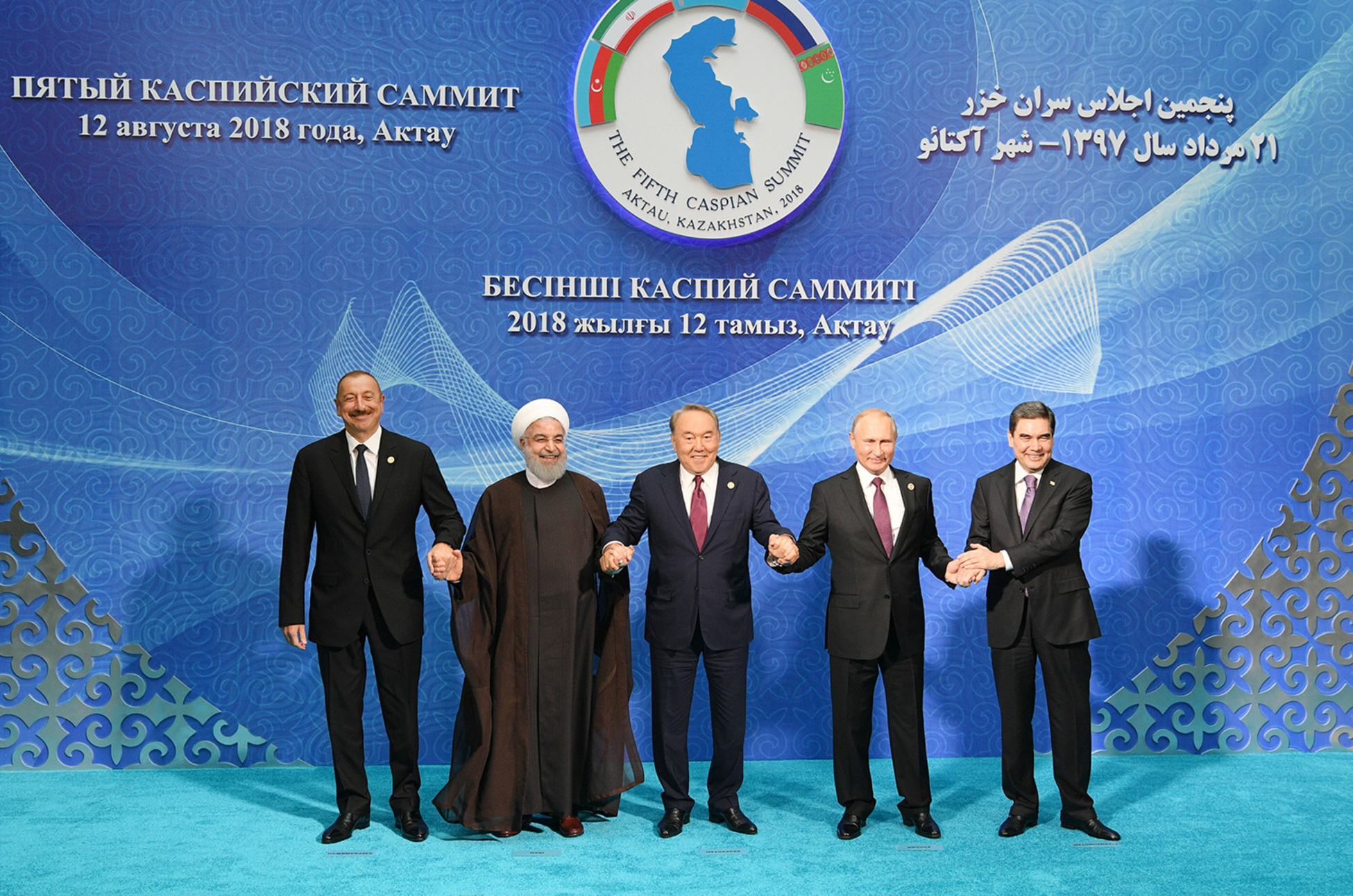
پنجمین نشست سران کشورهای ساحلی دریای خزر در آکتائو ۲۰۱۸

دیپلماسی کشورهای ساحلی دریای خزر درصدد است از پیش آمد شرایط بحرانی در این منطقه پیشگیری کند و اعتماد و اطمینان و حسن‌نیت را برای دستیابی به توافقی مانا و همچنین بالابردن قدرت چانه‌زنی کشورهای این منطقه، افزایش‌دهد. 
↵ژئوپلیتیک دریای خزر هم باعث هدایت دیپلماسی خزر می‌شود، یعنی مسائل منطقه‌ای کشورهای ساحلی دریای خزر این مهم را به وجود می‌آورد تا مسائل و مشکلات در چارچوب دیپلماسی کشورهای ساحلی دریای خزر، حل و رفع و رجوع گردد. همچنین در نگاهی کلان رسالت مهم دیپلماسی کشورهای ساحلی دریای خزر؛ ایجاد، طراحی و اصلاح قواعد منطقه‌ای و بین‌المللی در ساختار نظام جهانی و کشورهای ساحلی دریای خزر است.
کشورهای ساحلی دریای خزر شامل پنج کشور: جمهوری اسلامی ایران، ترکمنستان، قزاقستان، جمهوری فدراتیو روسیه و جمهوری آذربایجان می‌شوند. این دولت‌ها با بهره‌گیری از کلیه امکاناتی که در اختیار دارند، مثل: قدرت سخت، قدرت نرم و قدرت هوشمند، در راستای دستیابی به امنیت سخت، امنیت نرم و امنیت هوشمند می‌باشند.

## روند
روندهای دیپلماتیک کشورهای ساحلی دریای خزر را می‌توان در مراتب مختلف طبقه‌بندی کرد، که شامل اجلاس سران در سالها و موقعیت‌های ذیل می‌شود:
٫۱عهدنامه ترکمانچای ۱۸۲۸
۲۰۰۲٫۲ عشق‌آباد
۲۰۰۷٫۳ تهران
۲۰۱۰٫۴ باکو
۲۰۱۴٫۵ آستراخان
۲۰۱۷٫۶ آستانه
۲۰۱۸٫۷ آکتائو

### پیشینه روندهایدیپلماسیدر حوزهدریای خزر
۱. اولین روند دیپلماسی در حوزه دریای خزر مربوط به عهدنامه ترکمانچای بود که نتیجه آن محرومیت حق ایران در برخورداری از کشتی نظامی در دریای خزر شد.
۲. نخستین نشست سران کشورهای ساحلی دریای خزر در دوران معاصر در آوریل ۲۰۰۳ در عشق‌آباد پایتخت ترکمنستان برگزار گردید. مواردی که در این نشست بررسی شد، از جمله: مبارزه با آلودگی محیط زیست در دریای خزر و همچنین راه‌های حفاظت از آب این بزرگ‌ترین دریاچه جهان بود.
۳. نشست بعدی سران پنج کشور ساحلی دریای خزر در تهران، پایتخت جمهوری اسلامی ایران بود که با امضای سند کنوانسیون محیط زیست خزر به اتمام رسید. این سند به عنوان اولین سند حقوقی مرتبط با دریای خزر بود که به تصویب مجالس مقننه پنج کشور ساحلی دریای خزر رسید و اجرایی شد. در این نشست، همچنین در مورد اصول کلی موضوعات ماهیگیری و حفاظت از آبزیان دریای خزر و نیز حمل و نقل کشتی‌های کشورهای ساحلی در این دریا، تفاهمی حاصل شد. مورد دیگر تفاهم در این نشست در زمینه همکاری‌های امنیتی و نظامی بود که با هدف مبارزه علیه تروریسم و افراط‌گرایی به امضاء رسید.
۴. سومین نشست در تاریخ ۱۸ نوامبر ۲۰۱۰ در باکو انجام شد. نتیجه آن امضای پیمان همکاری‌های امنیتی و نظامی به عنوان دومین سند حقوقی، بعد از کنوانسیون محیط زیست خزر بود.
۵. چهارمین اجلاس سران پنج کشور ساحلی دریای خزر در سال ۲۰۱۴ در آستراخان واقع در جمهوری فدراتیو روسیه برگزار شد. سه موافقت‌نامه حاصل این نشست بود: 1.حفاظت و بهره‌برداری بهینه از منابع آبی، 2.آب و هواشناسی، 3.پیشگیری و واکنش به وضعیت اضطراری.
۶. در نشست آستانه در قزاقستان که در سال ۲۰۱۷ در سطح وزرای امور خارجه انجام شد، پنج کشور ساحلی دریای خزر اختلاف دیدگاه‌های خود را راجع به دریای خزر با یکدیگر به اشتراک گذاشتند. اگرچه وزرای امور خارجه پنج کشور ساحلی دریای خزر دارای اختیارات کافی برای هماهنگی برخی بخش‌های کنوانسیون دریای خزر بودند، اما اختلاف نظر در مورد بعضی مسائل کلیدی مثل: تقسیم دریای خزر به بخش‌های ملی، ساخت خطوط لوله از طریق کف دریا و وضعیت ناوبری در دریای خزر، باعث سردرگمی طرفین شد و این نشست عملاً به نتیجه نرسید و به سال بعدی، یعنی اجلاس آکتائو در ۲۰۱۸، موکول گشت.
۷. ششمین نشست در سال ۲۰۱۸ در آکتائو، شهری ساحلی در حاشیه دریای خزر واقع در قزاقستان برگزار گردید. این اجلاس درواقع توافقی بود بر سر اشکال و چگونگی بهره‌برداری از دریای خزر و همچنین مشخص سازی حد و حدود آبی و ساحلی دریای خزر، میان پنج کشور ساحلی دریای خزر. این موافقت‌نامه ۲۴ ماده دارد. برخی از مفاد ماده‌های این نشست به این شرح است:
در ماده یک موافقت نامه امضا شده در این اجلاس آمده‌است: حضور کشتی جنگی متعلق به نیروهای صلح باید دارای علائم یکی از پنج کشور ساحلی دریای خزر باشد و تحت فرماندهی افسری باشد که به‌طور رسمی توسط دولت متبوع آن کشتی جنگی منصوب شده باشد. طبق ماده دو این موافقت‌نامه: طرف‌ها طبق این کنوانسیون؛ حاکمیت، حقوق حاکمه، انحصاری و همچنین صلاحیت خود را دریای خزر اعمال خواهند کرد. این کنوانسیون حقوق و تعهدات طرف‌ها در مورد استفاده از دریای خزر شامل آب‌ها، بستر، زیربستر، منابع طبیعی آن و فضای هوایی بر فراز دریا را تعیین و تنظیم می‌کند. همچنین در ماده پنج آمده‌است: منطقه آبی دریای خزر به آب‌های داخلی، آب‌های سرزمینی، مناطق ماهیگیری و پهنه دریایی مشترک تقسیم می‌شود.

## زمینه‌های همکاری سیاسی

### مسئلهانرژیو خطوط انتقال آن
بعد از خاورمیانه، دریای خزر در جایگاه دوم اهمیت منابع انرژی قرار دارد، اما تعداد بالای موارد و مشکلات امنیتی در خاورمیانه و متعاقب آن کاهش میل به سرمایه‌گذاری در آن منطقه، کانون توجهات معطوف به منطقه ژئوپلیتیک دریای خزر و منابع انرژی آن شده‌است.
اطلاعات موجود می‌گوید، منابع نفتی حوزه دریای خزر از نظر میزان ذخایر در رتبه دوم بعد از خلیج فارس قرار دارد. حوزه دریای خزر حامل ۴۸ میلیارد بشکه نفت است. همچنین ذخایر گازی حوزه دریای خزر ۲۹۲ تریلیون متر مکعب است. این میزان از ذخایر نفت و گاز، منطقه دریای خزر را به چهارمین ذخایر گازی بزرگ جهان مبدل کرده‌است.

#### خطوط لوله اصلی انتقالنفتوگازدریای خزربه این قرار هستند
1. خط لوله باکو-تفلیس-جیحان
2. خط لوله باکو-تفلیس-ارزروم
3. خط لوله گاز تاپی

منابع عظیم انرژی این منطقه ژئوپلیتیک همیشه آبستن تحقق بحران است، مخصوصاً اینکه تاکنون از طرف پنج کشور ساحلی دریای خزر، قاعده و قانونی جهت بهره‌برداری از منابع دریای خزر، که مورد تأیید و موافقت تام پنج کشور ساحلی دریای خزر باشد، تعیین نشده‌است. دلیل اصلی و عمده آن هم چگونگی انتقال و صادرات این منابع نفت و گاز به سایر نقاط جهان، علی‌الخصوص اروپا می‌باشد.